# Skalov
Skalov (německy Skalow) je osada obce Ústín v okrese Olomouc v Olomouckém kraji. Osada na západě zcela navazuje na zastavěné území Ústína (sídla jsou propojena od roku 1919), ale její ulicová zástavba je stále zřetelná. Nachází se asi 8 km západně od centra Olomouce.
Skalov vznikl roku 1788 rozparcelováním dvora, které provedl baron Skal z Vídně, podle kterého byl Skalov pojmenován. Noví obyvatelé byli převážně Němci z nedalekého Hněvotína. Původně se obec jmenovala Ústín-Skalov, tento název byl zrušen počátkem 70. let 20. století a obec byla přejmenována na Ústín. Koncem 70. let bylo zrušeno samostatné číslování domů pro Skalov a budovy získaly čísla 86 – 115. Poslední sčítání lidu bylo ve Skalově provedeno roku 1950. Od roku 1961 jsou obyvatelé osady zapisováni pod Ústín, což zapříčinilo zvýšení jeho obyvatelstva (z 271 v roce 1950 na 419 v roce 1961).
Skalovem prochází silnice II/448, na východním příjezdu je však pouze cedule s nápisem Ústín, Skalov zmíněn není.
| Rok            | 1869 | 1880 | 1890 | 1900 | 1910 | 1921 | 1930 | 1950 |
| -------------- | ---- | ---- | ---- | ---- | ---- | ---- | ---- | ---- |
| Počet obyvatel | 142  | 169  | 168  | 175  | 152  | 144  | 143  | 112  |
| Počet domů     | 29   | 29   | 30   | 30   | 28   | 28   | 28   | 27   |